# Janików (stacja towarowa)
Janików – dawna towarowa stacja kolejowa w Janikowie, w gminie Kozienice, w powiecie kozienickim, w województwie mazowieckim, w Polsce. Została wybudowana w 1910 roku razem z linią kolejową z Bąkowca do Kozienic. Stacja zamknięta w 2007. W 2019 w jej miejscu powstała mijanka.